# Konoplivci
Konoplivci, česky dříve Kenderešov, ukrajinsky Коноплівці, dříve  Кендерешів, rusínsky Кендерешӯв, maďarsky Kendereske, je část obce Kolčyno, v Kolčynské územní komunitě (ukrajinsky Кольчинська селищна громада), v okrese Mukačevo, v Zakarpatské oblasti Ukrajiny. V roce 2025 zde žilo 2700 obyvatel.

## Historie
První písemná zmínka o této osadě pochází z roku 1523. Před uzavřením Trianonské smlouvy byla součástí Uherska. Poté se stala součástí první československé republiky, přičemž příslušný obecní notariát byl v Koropici. Od 15. dubna 1939 byla součástí samostatného státu Karpatská Ukrajina; o několik dní později bylo Zakarpatí obsazeno maďarskými vojsky. Od roku 1945 byla součástí Ukrajinské sovětské socialistické republiky, která byla součástí SSSR. Od roku 1991 je součástí samostatné Ukrajiny. 